# OpenLux
OpenLux es una investigación sobre la elusión fiscal en Europa, específicamente mediante la opacidad de Luxemburgo.
Los documentos empezaron a publicarse por los medios en febrero de 2021, y muestran detalles sobre la elusión fiscal debido a la política financiera favorable de Luxemburgo. 
Según valoraciones de expertos, la legislación del país daña a la Unión Europea por una suma de diez mil millones de euros anuales.

## Historia
Los periodistas de investigación recibieron alrededor de tres millones de documentos y registros de las plataformas de registro de empresas en línea de Luxemburgo. Esto incluye documentos de la empresa, estados financieros y declaraciones de beneficiarios reales de más de 260.000 empresas que cubren un período desde 1955 hasta diciembre de 2020.

## Revelaciones
Según Le Monde los datos revelan fondos cuestionables que podrían estar vinculados con la mafia rusa y calabresa.
En Argentina se encontraron vínculos con la empresa Techint, corporación América (Eurnekian) y Gianfranco Macri, hermano del expresidente argentino Mauricio Macri, que controla el negocio de parques eólicos.
A su vez en Argentina se encontraron vínculos con la familia de la familia de Carlos Corach.
Otras revelaciones determinaron vínculos con Cristiano Ronaldo, Tiger Woods, Shakira, Amazon y Pfizer.